# Cleonia
Genre
Classification APG III (2009)
Cleonia est un genre de plantes à fleurs de la famille des Lamiaceae. 

## Liste d'espèces
Selon World Checklist of Selected Plant Families (WCSP) (16 févr. 2012) :
- Cleonia lusitanica (L.) L. (1763)